# 伯尼條約

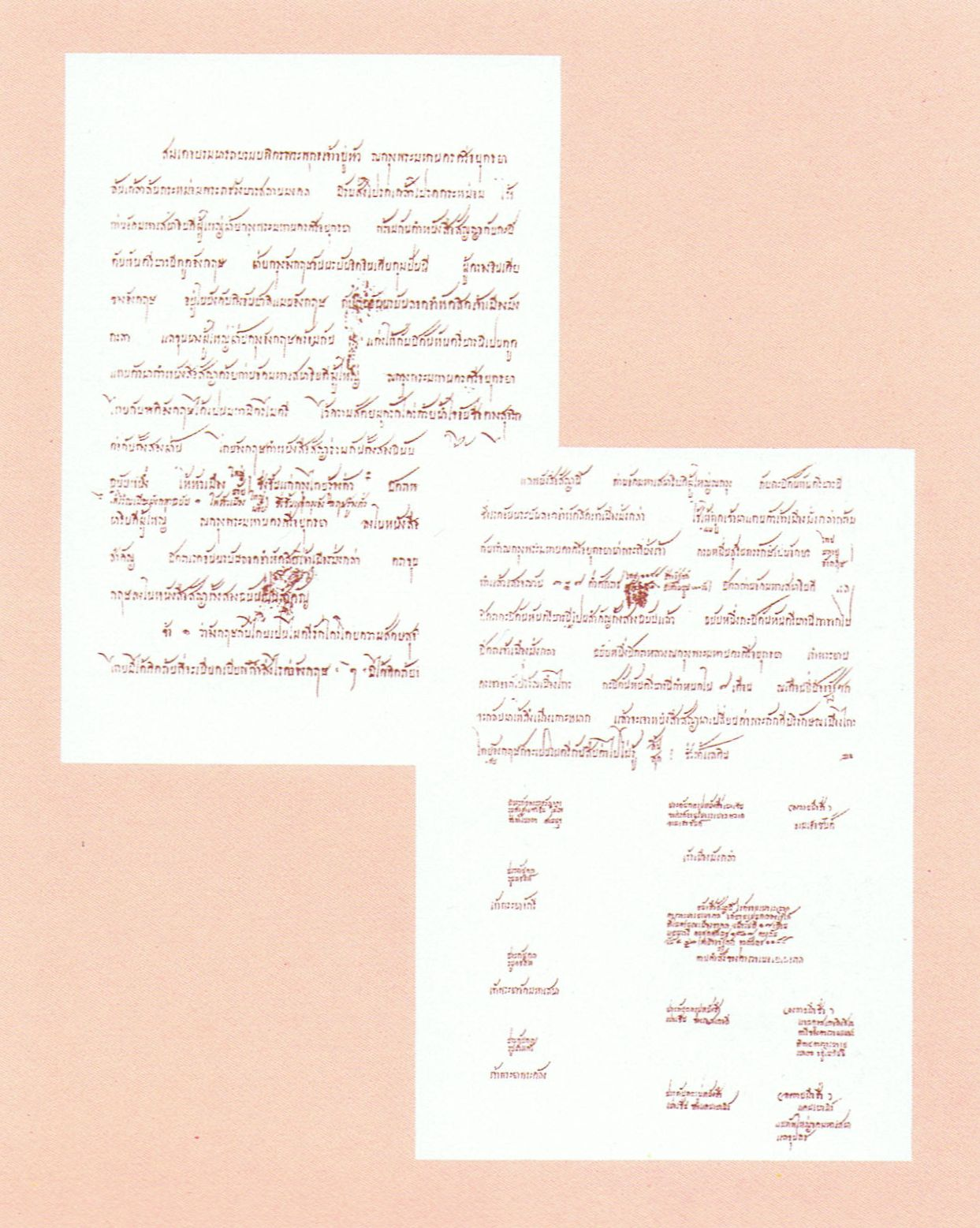
暹羅所保存的伯尼条约副本

《伯尼条约》是一份在1826年6月20日暹罗王国和大不列顛及愛爾蘭聯合王國在曼谷的條約。英方派出來自英国东印度公司的代表亨利·伯尼，而暹罗方的代表則是拉玛三世。此條約依照之前一個已經在1826年2月24日生效的条约，暹罗成為了英國的盟友，在第一次英緬戰爭之中一同對付缅甸的阿瓦王朝。暹罗军队实际上是有出兵支援的，但因為1821年的暹罗入侵吉打州事件所产生的恶感和怀疑讓暹羅軍並未積極應戰。

## 历史
在1822年，约翰·克劳福德访问了暹羅王拉玛二世的朝廷以确定暹羅在英屬馬來亞的定位。
這份條約承认暹羅人對於四个北马来国家的主權要求，分別是吉打、吉兰丹州、玻璃市和登嘉樓－未来的馬來屬邦。该条约进一步保证英国拥有槟城和他们在和吉蘭丹州與登嘉樓的貿易之中將不會受到暹羅的干擾。這四个马来地區的国家都未派代表出席条约的谈判。1826年這四个马来国家从暹罗被英国接收控制。1909年，双方签署新条约。伯尼条约没有充分規定到關於自由贸易的规则和条例。而這些將會在之後拉瑪四世和英國在1855年8月18日所簽下的寶寧條約中被提及。

## 外部連結
- 英文維基文庫：BurneyTreaty（页面存档备份，存于）